# Lynn Margulis

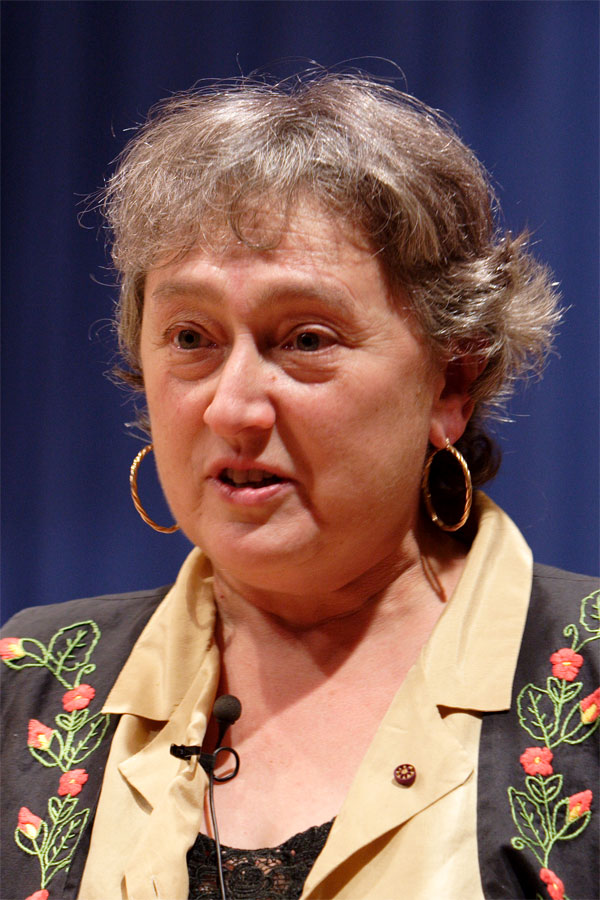
Lynn Margulis (2005)

Lynn Margulis (gebürtig: Lynn Petra Alexander; * 5. März 1938 in Chicago, Illinois; † 22. November 2011 in Amherst, Massachusetts) war eine US-amerikanische Biologin und Hochschullehrerin an der University of Massachusetts Amherst.

## Leben und Werk
Lynn Margulis wurde 1938 als älteste von vier Töchtern von Morris Alexander und Leona Wise Alexander geboren. Sie besuchte die Hyde Park Academy High School und besuchte anschließend mit erst fünfzehn Jahren die University of Chicago Laboratory Schools. Später, im Jahr 1957, mit neunzehn Jahren erwarb sie dort einen Bachelorabschluss. Drei Jahre später erwarb sie den Masterabschluss an der University of Wisconsin–Madison in Zoologie und Genetik. 1965 wurde ihr von der University of California, Berkeley der Doktorgrad verliehen, sie hatte dort unter dem Zoologen Max Alfert an der Thymidin-Aufnahme von Augentierchen geforscht.
Margulis bekannteste wissenschaftliche Leistung ist die Wiederentdeckung und Weiterentwicklung der bereits 1883 von Andreas Franz Wilhelm Schimper postulierten und 1905 von Konstantin Sergejewitsch Mereschkowski erneut vorgeschlagenen Endosymbiontentheorie über den Ursprung von Plastiden und Mitochondrien als ursprünglich eigenständige prokaryotische Organismen. Dieser viel Zuspruch findenden Theorie nach gingen jene zu einem evolutionsgeschichtlich frühen Zeitpunkt eine symbiotische Beziehung mit anderen prokaryotischen Zellen ein, wodurch sich letztere zu eukaryotischen Zellen entwickelten. Diese These erklärt außerdem die besonderen Eigenschaften von Mitochondrien und Chloroplasten als Zellorganellen.
Ihre interdisziplinäre Arbeit beschreibt die rund 4 Milliarden Jahre währende Evolution mikrobieller Biozönosen von Prokaryoten bis zu Eukaryoten als polygenomische Wesen und hat zahlreiche Forschungsgebiete der Biologie nachhaltig beeinflusst. Als Evolutionsbiologin kritisierte Margulis das „Darwin-Wallace-Prinzip“, sie war eine „Vertreterin des Prinzips der Evolution durch Kooperation und Integration“ (Zit. Ulrich Kutschera, 2021). Sie betrachtete die Synthetische Evolutionstheorie als unzureichendes Konzept und strebte einen Paradigmenwechsel an, bei dem den Symbiosen und der Symbiogenese bei Neuentwicklungen in der Evolution der Lebewelt eine bedeutendere Rolle zuerkannt wird.
Lynn Margulis hat gemeinsam mit James Lovelock ab 1970 die Gaia-Hypothese entwickelt und populär gemacht.
Sie war von 1957 bis 1965 verheiratet mit dem Astrophysiker Carl Sagan, dem Vater ihrer gemeinsamen Söhne Dorion Sagan und Jeremy Ethan Sagan. Von 1967 bis 1980 war sie verheiratet mit Thomas Margulis. Das Paar hatte einen Sohn und eine Tochter.

## Ehrungen
1983 wurde Margulis in die National Academy of Sciences, 1998 in die American Academy of Arts and Sciences gewählt. 1999 wurde sie mit der National Medal of Science ausgezeichnet.

## Buchpublikationen
- Lynn Sagan: On the origin of mitosing cells. In: Journal of Theoretical Biology. Band 14, Nr. 3, 1967, S. 255–274. PMID 11541392, doi:10.1016/0022-5193(67)90079-3
- Lynn Margulis: Origin of Eukaryotic Cells. Yale University Press, New Haven 1970.
- Lynn Margulis, Karlene V. Schwartz: Die fünf Reiche der Organismen: ein Leitfaden. Aus dem Amerikanischen übersetzt von Bruno P. Kremer. Spektrum der Wissenschaft-Verlagsgesellschaft, Heidelberg 1989, ISBN 3-89330-694-3.
- Lynn Margulis, Dorion Sagan: Geheimnis und Ritual. Die Evolution der menschlichen Sexualität. Byblos Verlag, Berlin 1993, ISBN 3-929029-17-0.
- Lynn Margulis, Dorion Sagan: Microcosmos: Four Billion Years of Microbial Evolution, University of California Press, Berkeley, 1997, ISBN 978-0-520-21064-6
- Lynn Margulis: Die andere Evolution. Spektrum Akademischer Verlag, Heidelberg und Berlin 1999.
- Lynn Margulis, Dorion Sagan: Leben. Vom Ursprung zur Vielfalt. Spektrum Akademischer Verlag, Heidelberg und Berlin 1999, ISBN 3-8274-0524-6.
- Lynn Margulis: Der symbiotische Planet. Westend Verlag, Frankfurt 2018. Neuauflage von Die andere Evolution. ISBN 978-3-86489-210-3.